# 田畑功
田畑 功（たばた いさお、1955年 - ）は日本の彫刻家。富山県高岡市出身。富山県立高岡工芸高等学校デザイン科卒。日展会員/審査員２回、日本彫刻会会員/審査員３回/運営委員。芸術院会員の雨宮淳に師事。2003年に西望賞受賞。作品の多くは人物像・動物像・仏像。また、田畑が制作した有名人・著名人・有名馬牛の像は全国各地に1千体余り存在する。

## 主な作品
カッコ内は設置場所。
- 白瀬矗像（秋田県にかほ市）
- 中川平太夫像（福井県福井市・福井県立歴史博物館）
- 武蔵坊弁慶像（北海道寿都郡寿都町・弁慶岬）
- 徳川吉宗騎馬像（和歌山県和歌山市・和歌山県庁前）
- 車寅次郎像（長野県小諸市・寅さん会館）
- ハイセイコー像（東京都大田区・大井競馬場）[1]
- 宇野宗佑像（滋賀県守山市・守山市民ホール）
- 小林一茶像（長野県信濃町・一茶生家前）
- 千葉常胤像（千葉県千葉市・千葉駅前）
- 尼子経久像（島根県安来市・三日月公園）
- 細川忠興・玉（ガラシャ）夫妻像（京都府長岡京市・勝龍寺城）
- 上杉鷹山像（山形県米沢市・上杉鷹山公園）
- 「襷の伝説」（山梨県甲府市・山梨学院大学、原画は高橋しん）
- 前田利家騎馬像（愛知県名古屋市中川区・荒子駅前）
- 松方正義像（鹿児島県鹿児島市）
- 織田信長像（岐阜県岐阜市・岐阜駅前）
- 具志堅用高像（沖縄県石垣市・石垣埠頭船着場）
- 正岡子規野球姿座像（愛媛県松山市道後湯之町・放生園）
- 樋口一葉像（東京都本郷・法真寺）
- 江崎玲於奈像（横浜薬科大学レオナホール）
- 石墨慶一郎博士像（福井県丸岡町）
- 高林謙三翁像（埼玉県日高市）

前田利家騎馬像（愛知県名古屋市）
徳川吉宗騎馬像（和歌山県和歌山市）
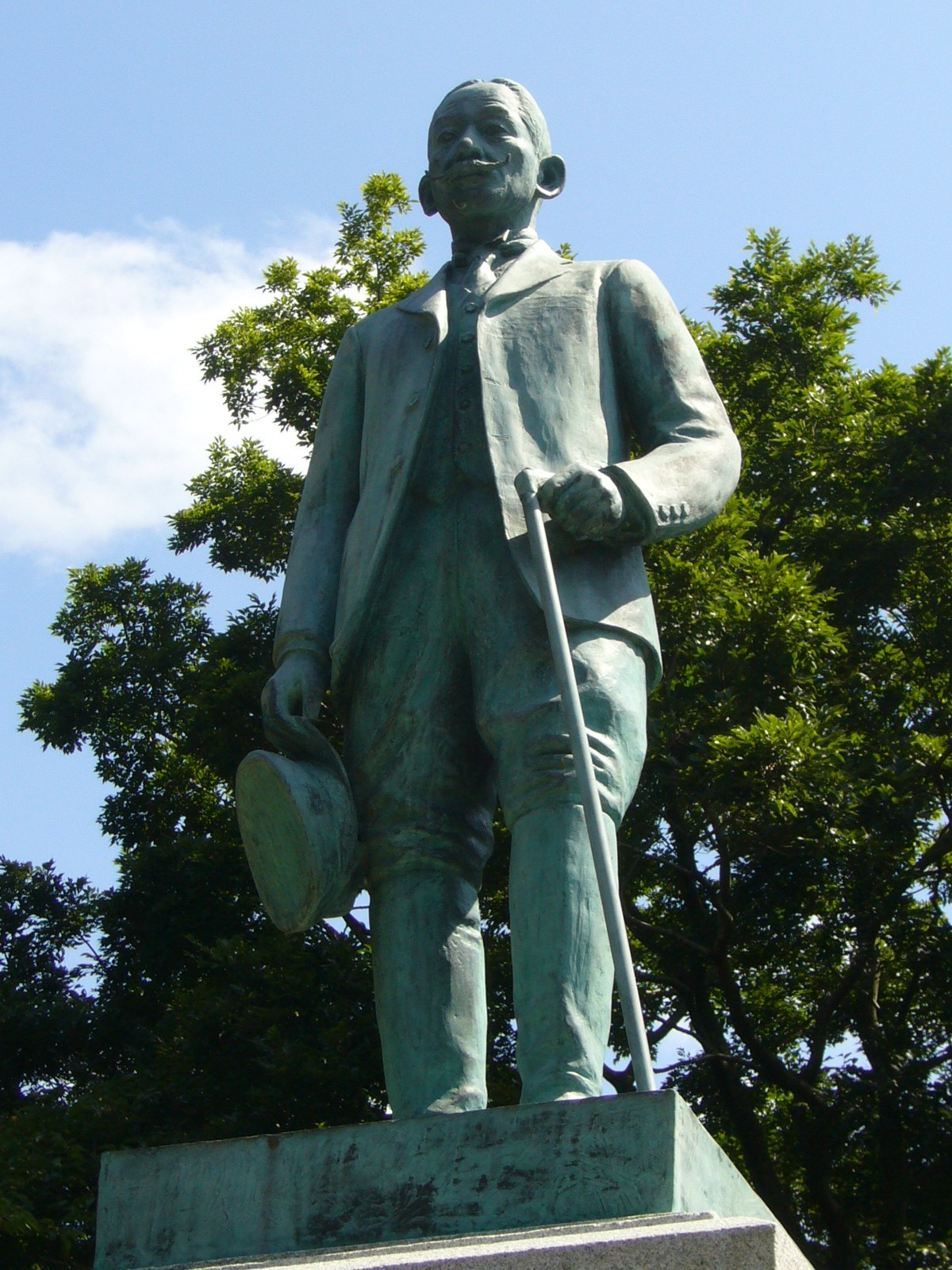
新山荘輔像（千葉県成田市）
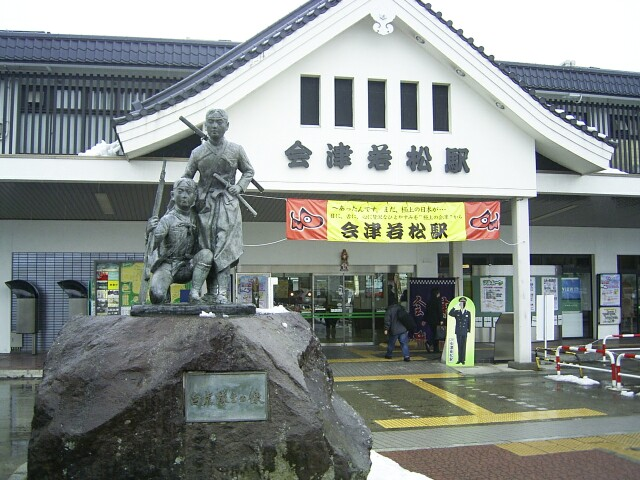
白虎隊群像（福島県会津若松市）

## 受賞歴
- 1976年 富山県展初入選
- 1980年 日本彫刻会（日彫）展初入選
- 1982年 日展初入選
- 2000年 「風雅」日展特選受賞
- 2002年 「遥か」日展特選受賞
- 2003年 「夢想」日彫展西望賞受賞
- 2008年 日彫展審査員に委嘱（再2015年/2023年）
- 2011年 日展審査員に委嘱（再2018年）
- 2012年 日展会員に委嘱